# Ramón Randey Dorame
Ramón Randey Dorame (Huatabampo, Sonora, 23 de enero de 1979-6 de mayo de 2019, Reynosa, Tamaulipas) fue un beisbolista mexicano. Perteneció a la Liga Mexicana de Béisbol y las Grandes Ligas de Béisbol (MLB). Jugó con Los Angeles Dodgers de 2003 a 2009.
Fue asesinado en Reynosa, Tamaulipas, el 6 de mayo de 2019 junto a otras tres personas.